# 余爱国
余爱国（1953年8月—），男性，汉族，湖南岳阳人。1976年2月加入中国共产党。湖南教育学院政治专业函授本科毕业，香港大学工商管理函授研究生学历。中华人民共和国政治人物。

## 生平
余爱国出生于岳阳县筻口镇。历任岳阳长岭炼油厂兴长公司党委副书记、书记，长岭炼油化工厂党委副书记；岳阳市人民政府副市长、市委常委；湘潭市委副书记、市纪委书记等职。2007年1月，任湘潭市市长。2010年1月，任湖南省人民政府副秘书长。2014年1月，不再担任湖南省人民政府副秘书长。